# Táo dại châu Âu
Táo dại châu Âu (danh pháp hai phần: Malus sylvestris) là một loài thực vật thuộc chi Hải đường, họ Hoa hồng. Loài này được Mill. miêu tả khoa học đầu tiên năm 1768. Táo dại châu Âu là loài bản địa từ châu Âu từ phía nam cũng như Tây Ban Nha, Ý và Hy Lạp là xa về phía bắc Scandinavia và Nga. tên khoa học của nó có nghĩa là "táo rừng", và cây hoang dã thật có gai.

## Hình ảnh

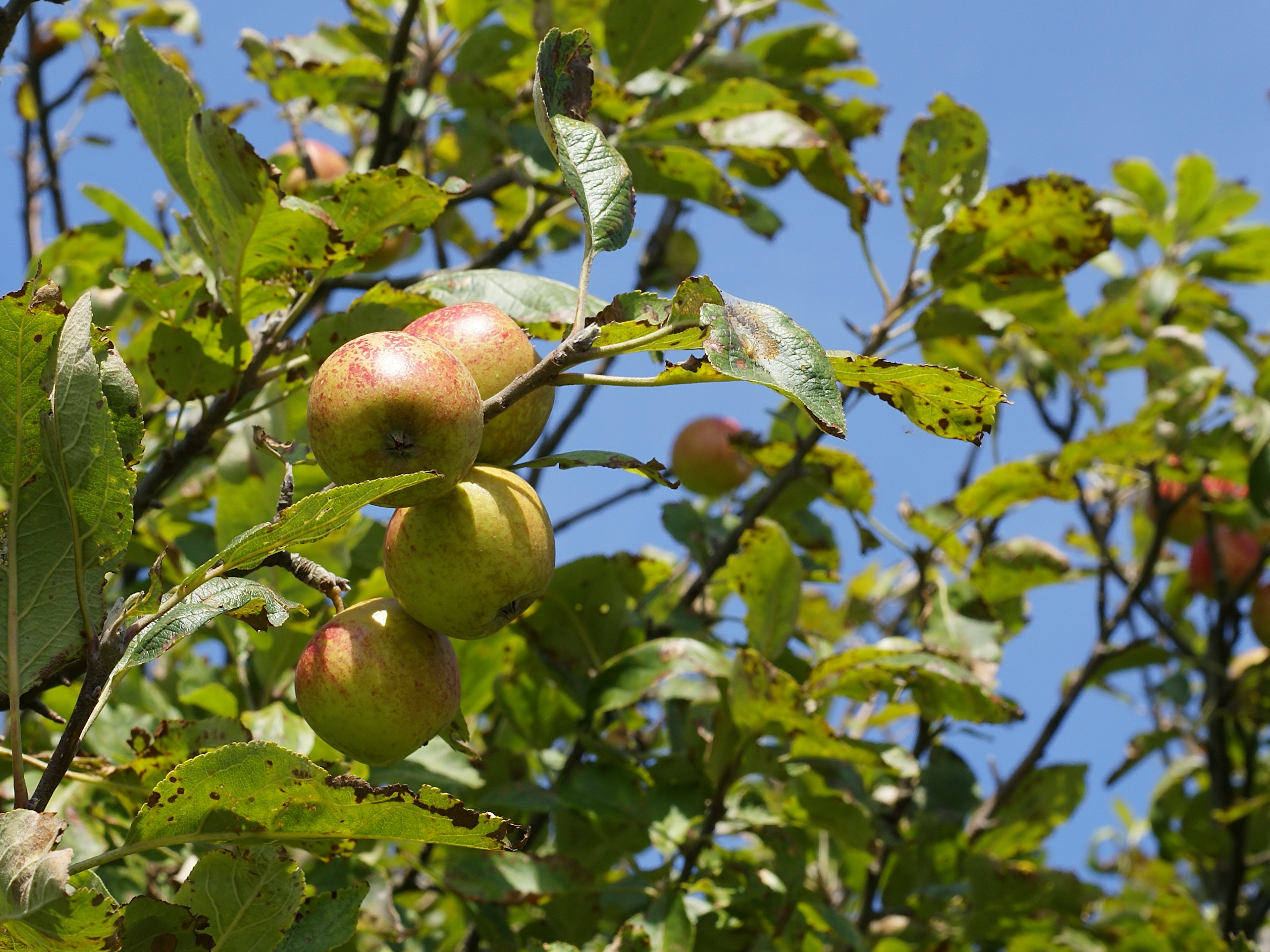
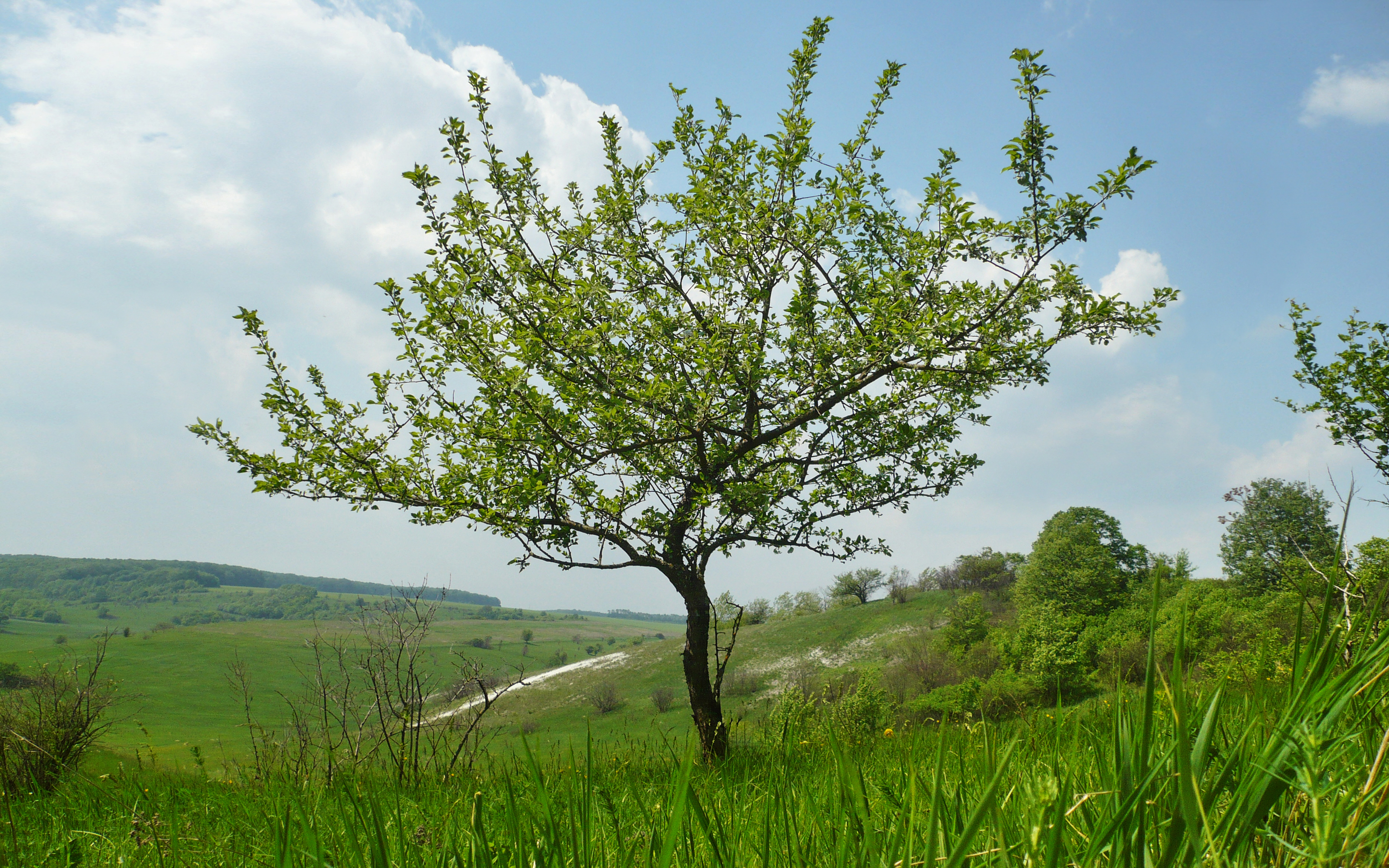
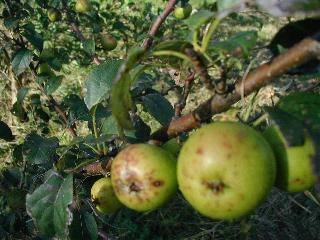
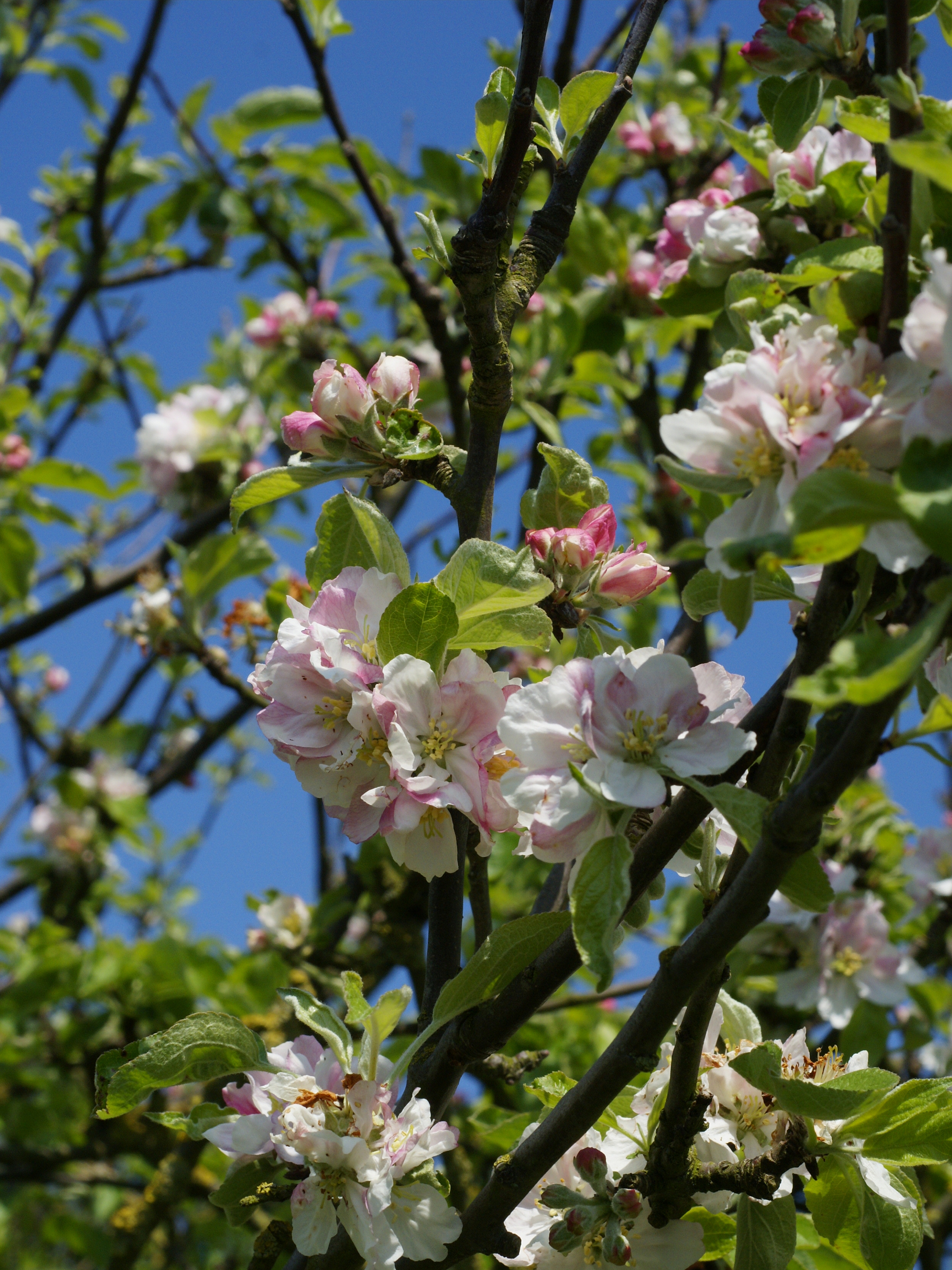
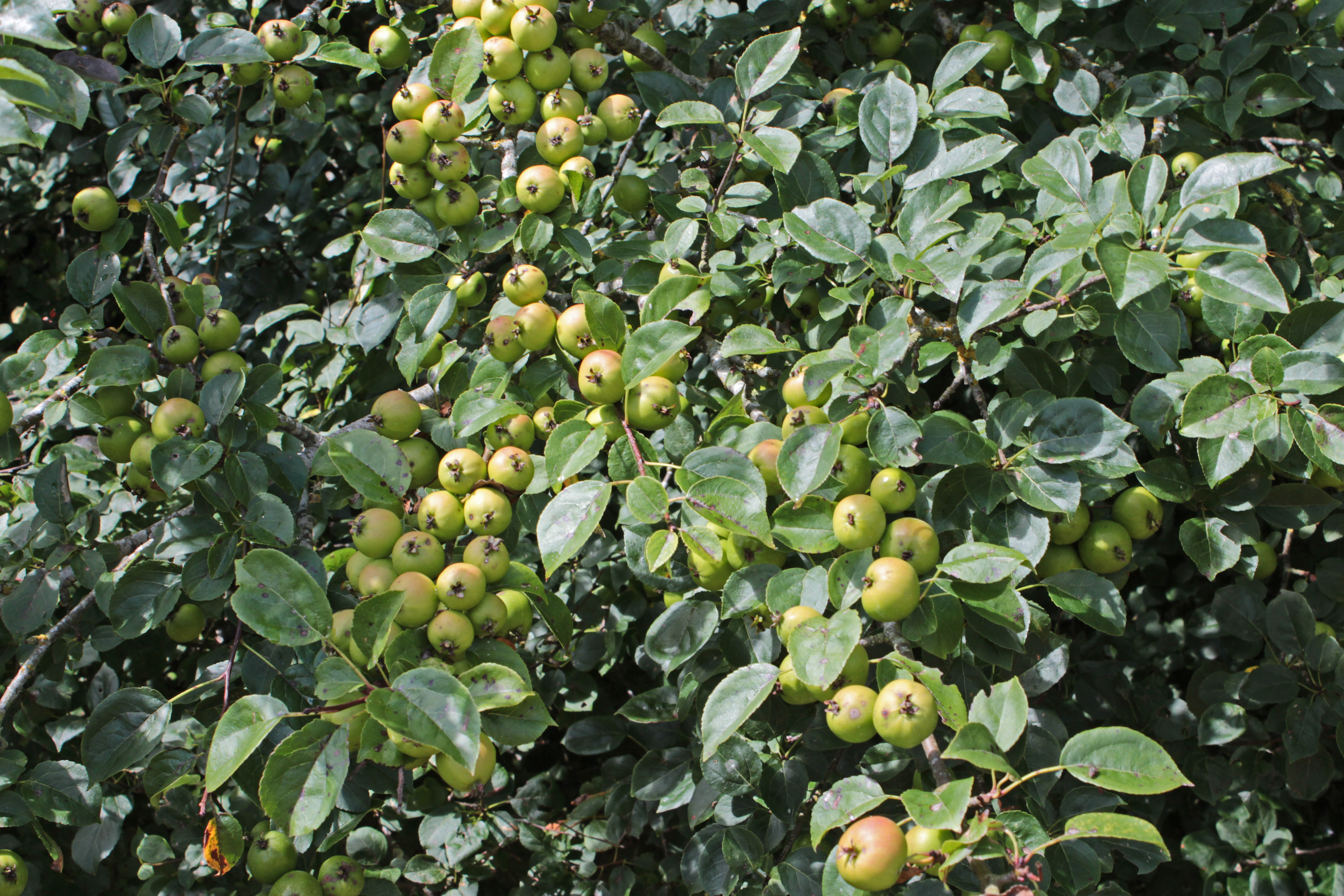
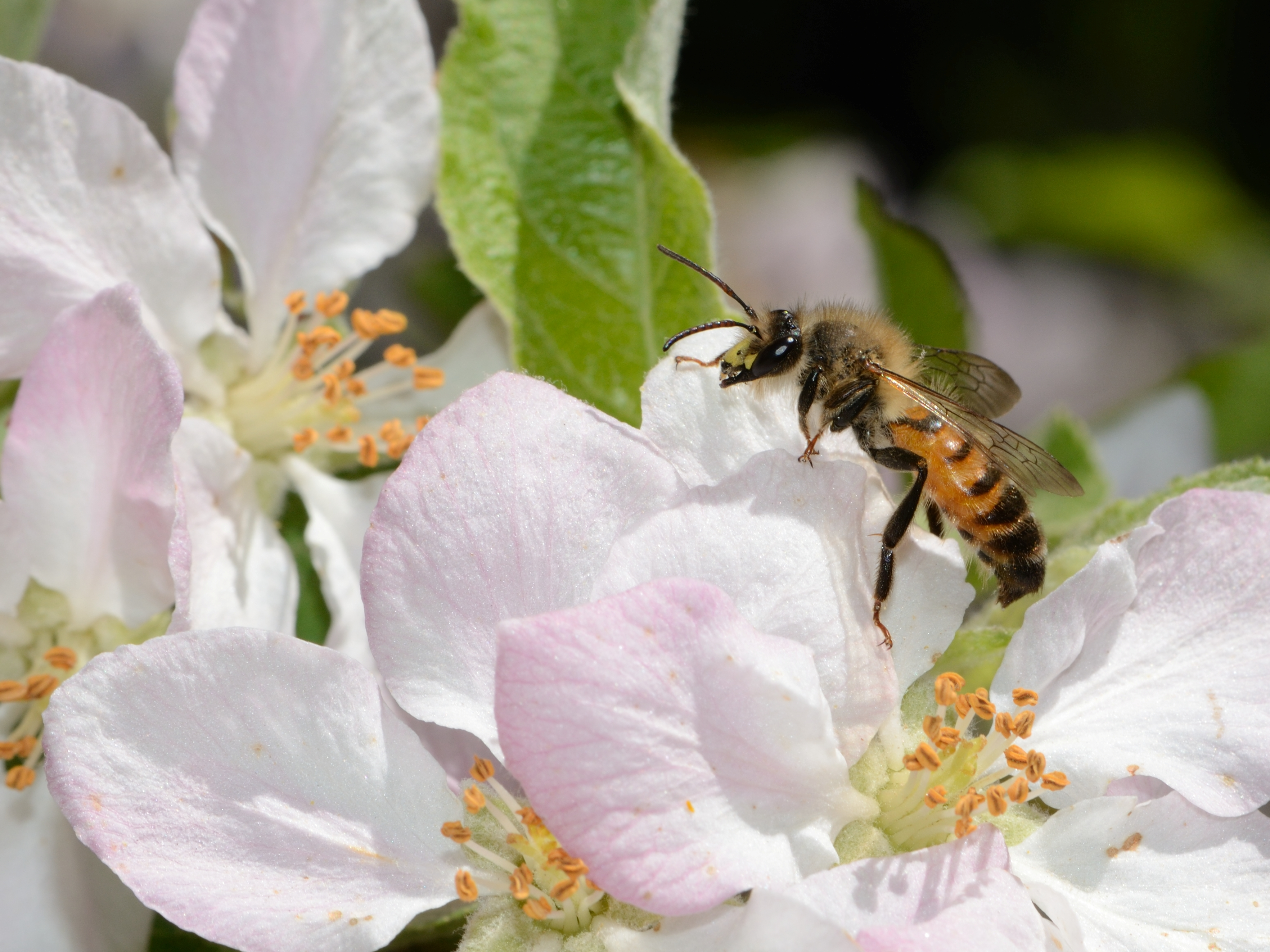
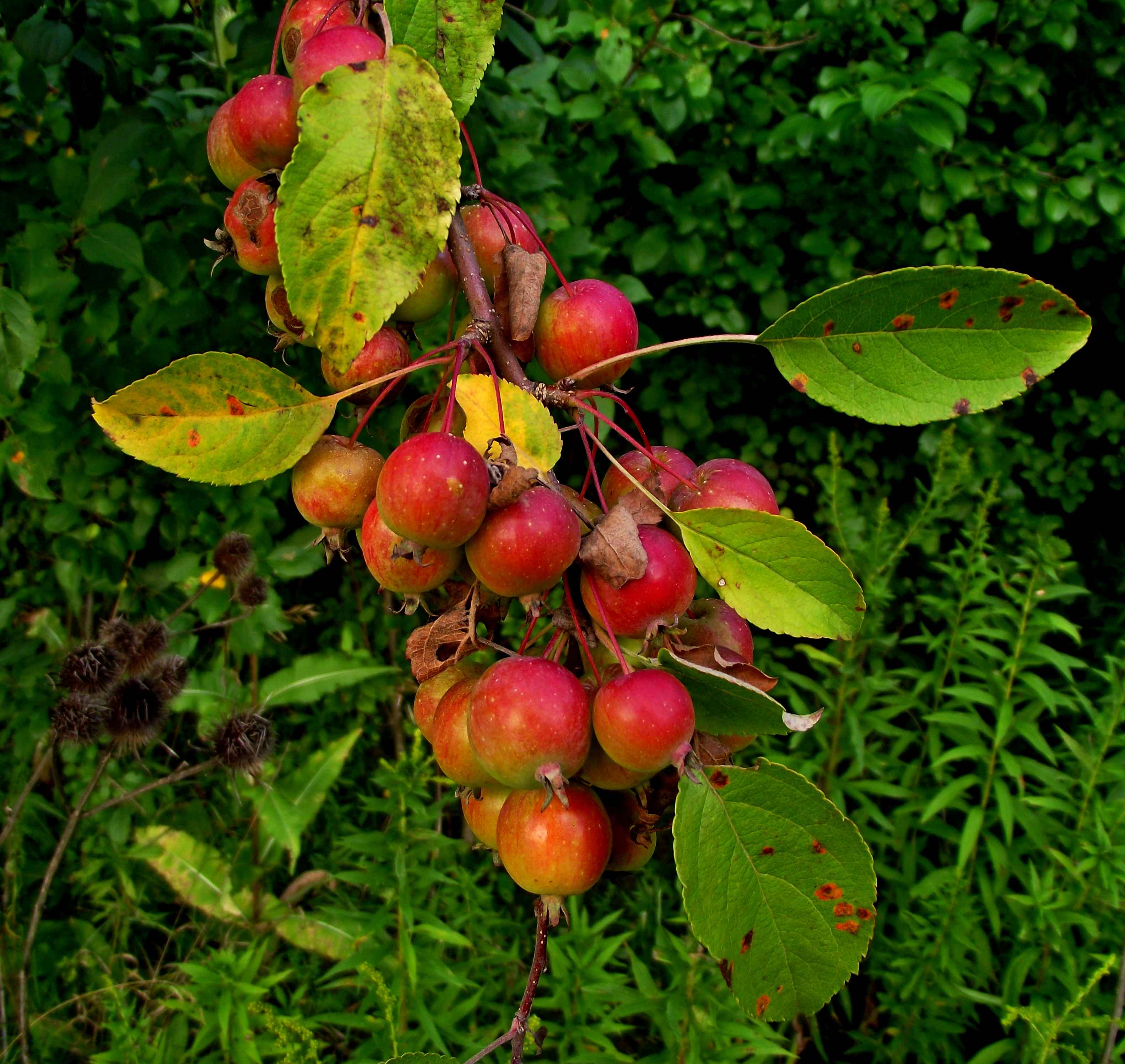
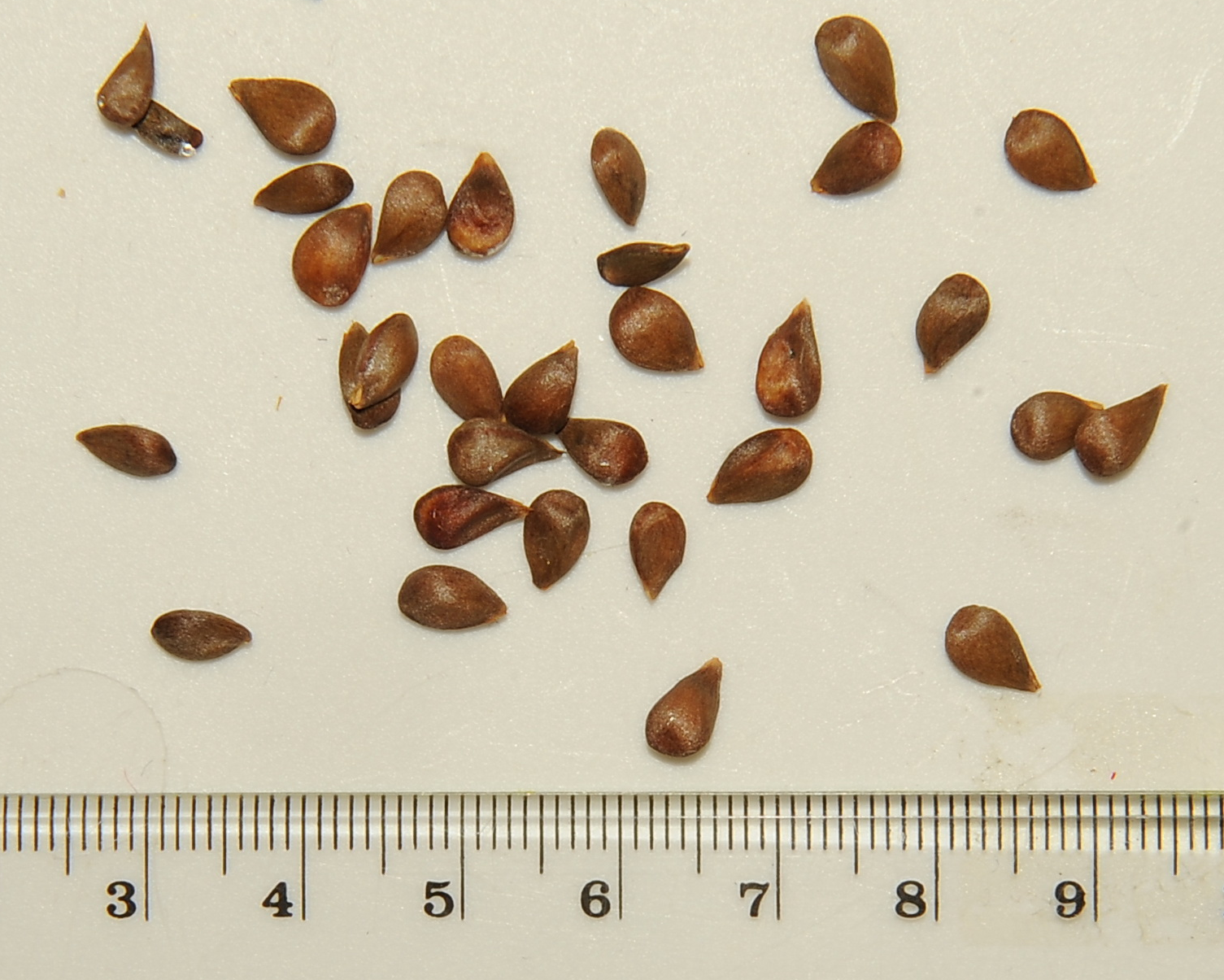